# Zhāng Bǎozǎi

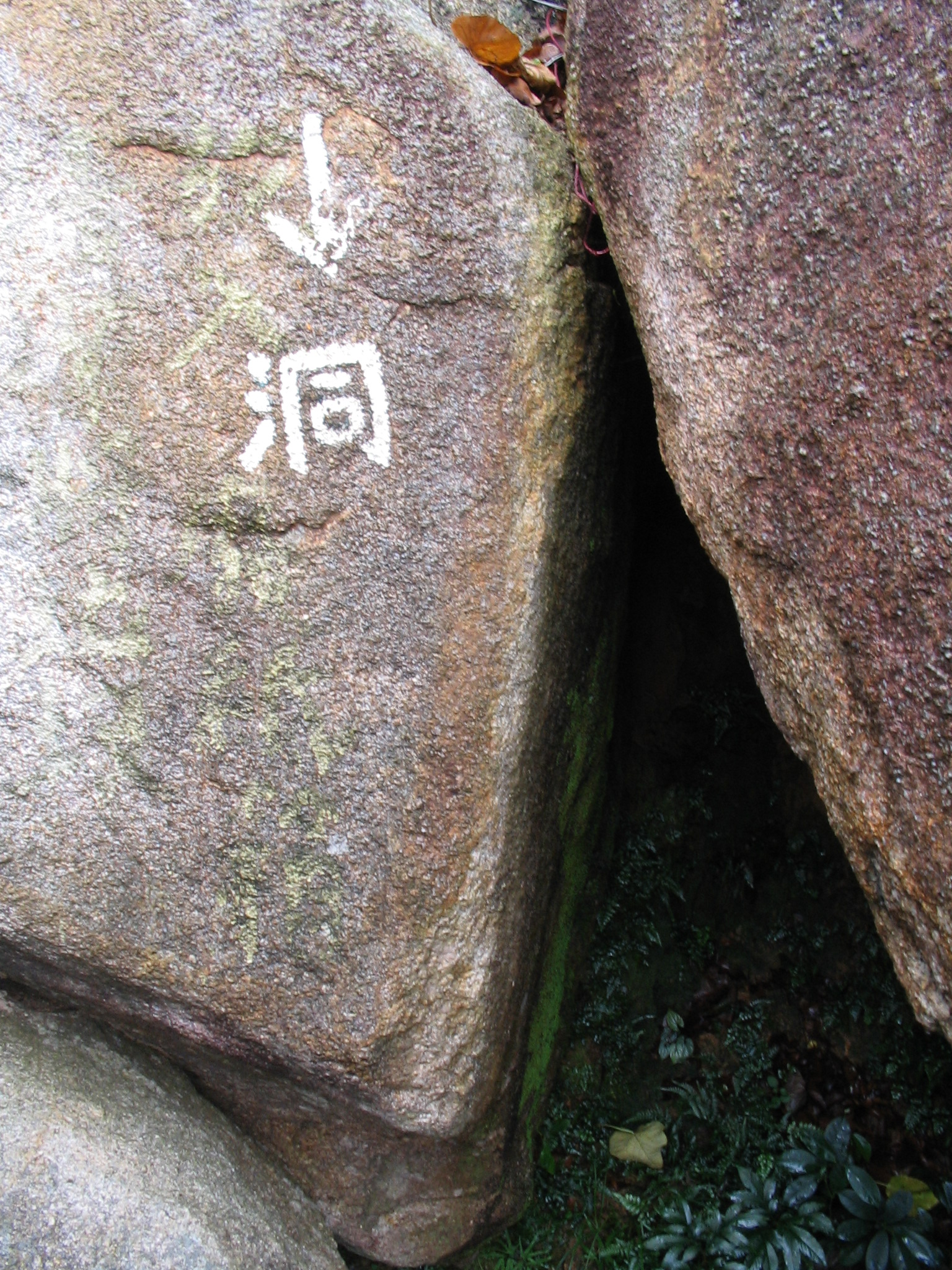
Gruta de Cheung Po Tsai (張保仔), Hong Kong.

Cheung Po Tsai (Xinhui, Jiangmen, China, 1783 — 1822) foi um pirata chinês que actuou nas imediações do delta do Rio das Pérolas no período 1800-1810, durante a Dinastia Qing, sendo derrotado por forças macaenses na batalha da Boca do Tigre, um conjunto de combates navais que ocorreram nas proximidades de Macau no período de 15 de Fevereiro de 1809 a 21 de Janeiro de 1810. O nome "Cheung Po Tsai" (chinês tradicional: 張保仔, chinês simplificado: 张保仔, pinyin: Zhāng Bǎozǎi, Wade–Giles: Chang Pao Tsai), que significa literalmente "Cheung Po, o jovem", foi transliterado para as línguas europeias de diversas formas, entre as quais Cam Pau Sai, Quan Apon Chay, Chang Pao e Zhang Bao.

## Biografia
Zhāng Bǎozǎi era filho de um pescador da etnia Tanka (chinês tradicional: 蜑家, chinês simplificado: 疍家, pinyin: Dànjiā) que vivia em Xinhui, região de Jiangmen. Foi raptado pelo pirata Cheng I e pela sua esposa Ching Shih quando tinha 15 anos de idade. Foi adoptado pelos seus raptores, tendo subido rapidamente na hierarquia dos «piratas da bandeira vermelha», o grupo liderado pelos seus pais adoptivos. Quando Cheng I faleceu, manteve-se associada à sua mãe adoptiva, com quem eventualmente casaria, e assumiu a liderança do grupo.
No período durante o qual foi liderado por Zhāng Bǎozǎi, o bando dos «piratas da bandeira vermelha» concentrou a sua actividade na região do delta do Rio das Pérolas, em especial na costa de Guangdong (Cantão), e terá atingido mais de 50 000 seguidores, entre homens, mulheres e crianças, operando mais de 600 embarcações, com destaque para as lorchas e juncos.
Este bando pirata tinha como aliados os piratas capitaneados por Cai Qian, com que cooperaram até que estes foram vencidos e destruídos pelas forças navais imperiais da dinastia Qing, o que levaria Zhāng Bǎozǎi a procurar uma rendição negociada.
Após a derrota na batalha da Boca do Tigre, Zhāng Bǎozǎi conseguiu uma rendição negociada, entregando-se aos representantes do governo imperial em troca de uma vantajosa amnistia, passando a partir de 1810 a ocupar o posto de mandarim conselheiro da corte imperial e de coronel naval, comandando uma força naval do governo Qing enviada para as ilhas Penghu, muito longe do rio das Pérolas, com o objectivo de aí combater os piratas.
Faleceu de causas desconhecidas aos 46 anos de idade.

## Ligações Externas
- Cheung Po Tsai Cave at discoverhongkong.com
- Pictures of the cave